# Сухарев, Алексей Михайлович

Российские губернии в 1708 году

Алексей Михайлович Сухарев (? — 16 мая 1752, Тобольск) — российский государственный деятель, губернатор Сибири, генерал-майор.

## Биография
Сын стрелецкого полковника Михаила Фёдоровича Сухарева. С ранних лет состоял на военной службе. Участник Северной войны 1700—1721.
В 1722—1736 комендант Тобольска, полковник Московского тобольского гарнизонного полка. В 1731—1732 сопровождал в Санкт-Петербург и обратно до границы первое китайское посольство. С 1732 обер-комендант Тобольска в бригадирском звании. В мае 1733 года послан в Иркутск для следствия о злоупотреблениях вице-губернатора — правителя Иркутской провинции А. И. Жолобова. Жолобова казнили «за законопротивные проступки», но перед этим он написал несколько доносов на Сухарева.
В 1736—1740 Сухарев находился под следствием по обвинению в собственных злоупотреблениях. Всё это время жил в Санкт-Петербурге, использовался в качестве специалиста по сибирским делам. Приговорен к штрафу, но прощен по именному указу императрицы Анны Иоанновны.
В 1740—1742 вице-губернатор Тобольска. В ноябре 1742 получил звание генерал-майора и назначен сибирским губернатором. Находился в этой должности до своих последних дней. С 1744 г. состоял под следствием по обвинениям в мздоимстве, контрабанде, и в том, что поставлял джунгарам порох. Дело затягивалось тем, что на Сухарева поступали всё новые и новые жалобы. Следствие было закрыто только 16.09.1754 в связи со смертью обвиняемого и главного доносителя.

## В художественной литературе
Алексей Сухарев - один из героев романа Дениса Гербера «Временщик».